# پولفریز
پولفریز (انگلیسی: Polferries) شرکت کشتیرانی لهستانی است، که در سال ۱۹۷۶ تأسیس شد.